# Nadleśnictwo Bełchatów
Nadleśnictwo Bełchatów – jednostka organizacyjna lasów Państwowych podległa Regionalnej Dyrekcji Lasów Państwowych w Łodzi. Znajduje się w południowej części województwa łódzkiego, na terenie 5 powiatów: bełchatowskiego, łaskiego, piotrkowskiego, pajęczańskiego i radomszczańskiego. Powstało 1 stycznia 1976 roku z połączenia wcześniej istniejących nadleśnictw Kluki i Wola Grzymalina, do których przyłączono fragmenty nadleśnictw Sędziejowice i Pajęczno. Siedziba nadleśnictwa mieści się na skraju miasta Bełchatowa, przy ulicy Lipowej 175.
Powierzchnia zasięgu terytorialnego nadleśnictwa wynosi 1762,1 km². Powierzchnia w zarządzie nadleśnictwa wynosi 19 557,19 ha.
Nadleśnictwo Bełchatów administracyjnie podzielone jest na dwa obręby leśne: Kluki i Wola Grzymalina, do których należy 13 leśnictw:
Obręb Kluki:
- leśnictwo Głupice
- leśnictwo Parzno
- leśnictwo Podlesie
- leśnictwo Wola Pszczółecka
- leśnictwo Restarzew
- leśnictwo Kluki
- leśnictwo Borowiny
- leśnictwo Bełchatów

Obręb Wola Grzymalina:
- leśnictwo Łękawa I
- leśnictwo Łękawa II
- leśnictwo Łuszczanowice
- leśnictwo Piekary
- leśnictwo Pytowice

Z obszarowych form ochrony przyrody w granicach Nadleśnictwa Bełchatów znajduje się m.in. fragment wschodniej części Parku Krajobrazowego Międzyrzecza Warty i Widawki oraz rezerwat przyrody Łuszczanowice.